# エレナ・スリオティス
エレナ・スリオティス（Elena Souliotis, 1970年までは Suliotis 表記。ギリシア語: Έλενα Σουλιώτη; 1943年5月28日 - 2004年12月4日）はギリシアのソプラノ歌手。アテネ生まれ、ブエノスアイレス育ち。
1960年代から1970年代前半にかけて、「第二のマリア・カラス」として世界を席巻したが、世界的に活躍したのは10年ほどの短期間であった。

## 経歴
ロシア人の父とギリシア人の母との下アテネで生まれる。幼少期に家族でアルゼンチンへ移住する。ブエノスアイレスでアルフレード・ボンタ、ビアンカ・リエッティらに声楽を学んだ後、1962年にミラノでスペイン人ソプラノのメルセデス・ロパルトに師事｡
1964年にナポリのサン・カルロ劇場でマスカーニの『カヴァレリア・ルスティカーナ』のサントゥッツァ役でデビューする（マリア・カラスと同役でのデビュー）。
翌1965年にはシカゴ・リリック・オペラでのボーイトの『メフィストーフェレ』のエレーナ役でアメリカ・デビュー（主役のマルゲリータは、レナータ・テバルディ）。
更に1966年12月7日のスカラ座に、ヴェルディの『ナブッコ』のアビガイッレ役でデビューする。デビューして2年の新人歌手が、シーズン・オープニング公演の主役でデビューする破格の待遇からも、当時のスリオティスに対する評価と期待がうかがえる。翌1967年には、デッカ・レコードが『ナブッコ』の録音を行うなど、短期間で世界的な注目を浴びることとなる。
ニューヨークには、1966年にアメリカ・オペラ協会によるガエターノ・ドニゼッティの『アンナ・ボレーナ』の題名役でデビューしていたが、メトロポリタン歌劇場には、1969-1970年シーズンにヴェルディの『マクベス』のマクベス夫人役で出演予定であったが、ストライキによって上演されず出演機会を失った。
日本にも日本放送協会の招きで1971年の第6回イタリア歌劇団公演の『ノルマ』でデビューしたが、初日前に喉の不調を訴え、全曲を通して出演したのは4回公演の内、最終日だけであった。
1976年のカーネギー・ホールでのリサイタル後はしばらく表舞台から姿を消し、1979年にメゾソプラノとして再デビューしたが、以降は脇役として歌う。1981年にはスカラ座にも『ホヴァーンシチナ』のスサンナ役で出演している。
1991年のジャコモ・プッチーニの『修道女アンジェリカ』の公爵夫人役で、録音活動も復活したが、単発で終わった。
2004年12月4日フィレンツェにて61歳で死去。

## 録音
- 1966年 マスカーニ『カヴァレリア・ルスティカーナ』　シルヴィオ・ヴァルヴィーゾ指揮　デル・モナコ、ゴッビ （DECCA）
- 1966年 ヴェルディ、ドニゼッティ　オペラ・アリア集　オリヴィエーロ・デ・ファブリティース指揮 （DECCA）
- 1967年 ヴェルディ『ナブッコ』　ランベルト・ガルデルリ指揮　ゴッビ、カーヴァ、プレヴェーディ （DECCA）
- 1967年 ベッリーニ『ノルマ』シルヴィオ・ヴァルヴィーゾ指揮　デル・モナコ、コッソット（DECCA）
- 1968-69年 ドニゼッティ『アンナ・ボレーナ』　シルヴィオ・ヴァルヴィーゾ指揮　ホーン、ギャウロフ、アレクサンダー （DECCA）
- 1970年　ヴェルディ『マクベス』 ランベルト・ガルデルリ指揮　フィッシャー＝ディースカウ、ギャウロフ、パヴァロッティ （DECCA）
- 1991年　プッチーニ『修道女アンジェリカ』　ブルーノ・バルトレッティ指揮 フレーニ、フリットリ （DECCA）